# Cadaverota hansseni
Cadaverota hansseni är en skalbaggsart som först beskrevs av Embrik Strand 1943.  Cadaverota hansseni ingår i släktet Cadaverota, och familjen kortvingar. Arten är reproducerande i Sverige.